# Христо Ганев (химик)
Вижте пояснителната страница за други личности с името Христо Ганев.
Христо Иванов Ганев е български химик, застрахователен и кооперативен деец.

## Биография
Роден е през 1874 г. в Севлиево. В 1895 г. завършва химия във Висшето техническо училище. Работи като учител в Свищов, Севлиево и Търново (1899 – 1903, 1906). Председател е на Съюза на учените в България (1903 – 1906). Началник отдел „Основно образование“ при Министерство на народната просвета (1908 – 1910); финансов инспектор (1910 – 1914); служител, директор и председател на Управителния съвет на Чиновническо-кооперативното застрахователно дружество (1914 – 1944). Член на постоянното присъствие на Международния кооперативен съюз в Лондон; председател на Българо-югославския кооперативен институт. Умира през 1957 г.
Личният му архив се съхранява във фонд 1456К в Централен държавен архив. Той се състои от 125 архивни единици от периода 1839 – 1975 г.